# Violaine Vanoyeke
 (septembre 2019).
Si vous disposez d'ouvrages ou d'articles de référence ou si vous connaissez des sites web de qualité traitant du thème abordé ici, merci de compléter l'article en donnant les références utiles à sa vérifiabilité et en les liant à la section « Notes et références ».
Violaine Vanoyeke, née le 23 avril 1956 à Paris, est une poète, romancière et écrivaine française.
Elle publie de nombreux ouvrages, dont une partie, en particulier ceux inspirés par l'histoire, est dénoncée pour leur manque d'assise scientifique voire plagiat. Son parcours et ses compétences sont contestés.

## Biographie
Après des études de lettres classiques, Violaine Vanoyeke enseigne dans un lycée de Saint-Cloud. Elle est également chargée de cours à l'université de Nanterre pendant huit ans. Elle publie dans un premier temps des recueils de poèmes (L’Art aux yeux pers, 1980), ainsi que des anthologies, comme Le Mythe en poésie (1986). Elle se présente comme l’initiatrice d’un nouveau courant littéraire qu’elle appelle le « naïvisme ».

### Carrière
À la fin des années 1980, elle se tourne vers l'histoire ancienne, qu'elle aborde sous l’angle romanesque. Elle publie en 1988 un Messaline (en collaboration avec Guy Rachet), puis Le Druide en 1989 et Les Louves du Capitole en 1990. Cette même année parait aux Belles Lettres, maison d’édition spécialisée dans les études sur l’Antiquité classique, une monographie intitulée La Prostitution en Grèce et à Rome. La critique universitaire est divisée. Dans la revue belge d'études latines Latomus, Alain Touwaide signe un compte rendu positif, parlant d'un « vaste panorama compréhensif […] complément utile à une étude polyédrique de la réalité sociale antique, grecque ou romaine ». En revanche la revue Topoi publie un article, beaucoup plus sévère, dû à François Picard. Il y signale les grossières erreurs historiques qui l'entachent, déplore des références approximatives ou douteuses et surtout constate un « démarquage simplificateur » de passages entiers du livre de Catherine Salles Les bas-fonds de l’Antiquité (1982), certaines de ces erreurs pouvant même constituer, à son avis, une « maladresse dans le plagiat ». L’ouvrage connaît toutefois un certain succès et est traduit en espagnol (1991), en grec (1996), en japonais (1997) et même en chinois (2007).
En 1992, elle publie, toujours aux Belles Lettres, La Naissance des Jeux olympiques et le sport dans l’Antiquité. Guy Lacaze, professeur à l’université de Tours, en dénonce l'« érudition toujours maladroite » et la « démarche confuse, parfois puérile ». Le même article revient sévèrement sur Les Grandes Heures de la Grèce (1992) (p. 18-28) et Les Sévères (1993) (p. 28-33),. Lors d’une réédition à l’occasion des Jeux olympiques de 2004, Michel Debidour, professeur à l’université de Lyon, est, lui aussi, réservé : « Il manque à cette compilation une cohérence et une véritable analyse historique (…). On ne peut que s’étonner qu’une maison sérieuse comme Les Belles Lettres ait jugé bon, après douze ans, de rééditer un tel ouvrage sans y apporter ni changement ni correction. ». Ces critiques, au demeurant peu médiatisées en raison de leur parution dans des revues scientifiques, n’empêchent pas une large diffusion du livre.
Violaine Vanoyeke enchaîne avec la publication, chez d’autres éditeurs, d’ouvrages consacrés au monde gréco-romain : Hannibal (1995), Périclès (1997).
Sa biographie du poète Paul Éluard, parue en 1995, est sévèrement critiquée dans la revue Art Press : « Le travail d'enquête est bâclé, le document est rarement de première main (…). On apprend peu ».
En 1992, elle devient directrice de collection chez Critérion, préside des salons du livre, dont celui de Cosne-sur-Loire (1994), et tient une chronique littéraire dans Le Quotidien de Paris de 1990 à 1994.
À partir de 1996, Violaine Vanoyeke se consacre à l’Égypte antique. Ses deux monographies, Ramsès III (1996) et Les Ptolémées, derniers pharaons d’Égypte (1998) sont à nouveau controversées. Concernant Ramsès III, Philippe Collombert, professeur d'égyptologie à l'université de Genève, affirme que cette biographie n'est, en grande partie, qu'un simple démarquage du Ramsès III de Pierre Grandet, paru trois ans auparavant. Ces accusations de « plagiat et d'imposture scientifique » sont répercutées dans Le Point par Michelle Bergadaà, une universitaire franco-canadienne spécialisée sur le plagiat dans le domaine de la recherche. À propos des Ptolémées, Maurice Sartre, spécialiste de l'histoire du Proche-Orient ancien, signale une foule de contresens, anachronismes et bévues diverses avant de conclure : « Cette “spécialiste” ne fait autorité qu'auprès de son éditeur ; les historiens, quant à eux, sont partagés entre l'indignation et la franche rigolade ». Par la suite, elle revient au roman historique et signe une abondante production, parue en grande partie chez Michel Lafon. François Picard, dans un livre pamphlétaire critique plusieurs de ses ouvrages, et dit avoir relevé dans La Prostitution en Grèce et à Rome (p. 21-36), Les Grandes Heures de la Grèce (p. 39-44), Les Sévères (p. 45-57) et Hannibal (p. 59-67), de graves erreurs et des maladresses méthodologiques mais aussi de multiples emprunts, parfois textuels, à divers historiens modernes (Catherine Salles, Robert Turcan et George Philip Baker (en)). Il formule le même type de critiques, erreurs et plagiats, pour la saga des Schuller.
Violaine Vanoyeke est très souvent invitée à la radio et à la télévision pour parler d'histoire ancienne et d'archéologie, en particulier en 2004, lors des Jeux olympiques. De son côté, elle met en ligne sur le site YouTube, à partir de février 2017, d'abondants extraits de ses apparitions télévisées. Elle participe également à divers salons du livre (en 2016, la Biennale du livre d’histoire, à Pontivy), et multiplie les conférences.
Ses livres ont fait l'objet d’articles promotionnels tant dans la presse nationale et régionale que dans divers magazines destinés à un public féminin.
Après le décès de son mari, qui serait imputable à une succession d'erreurs médicales, elle publie un livre à charge, Homicide : même l'hôpital peut tuer !. Elle mène une campagne en faveur des victimes des hôpitaux, des maisons de retraite et des instituts hébergeant des personnes dépendantes, handicapées, des établissements psychiatriques.
Candidate, en 2011, au fauteuil de Maurice Druon à l'Académie française,, elle n'obtient aucune voix. C'est Danièle Sallenave qui est élue dès le premier tour avec dix-huit voix contre cinq à Jean-Louis Servan-Schreiber.
Violaine Vanoyeke est membre du comité d’honneur de l'Association pour la sauvegarde et l’expansion de la langue française (Asselaf).

### Tombe
En 2008, elle achète une concession au cimetière du Père-Lachaise, en bordure de la 21e division. Elle fait orner la tombe d'une statue à son effigie, sculptée dans du marbre de Carrare par l'artiste murétain Gérard Lartigue et d'une épitaphe : « Écrivain, égyptologue, latiniste, helléniste, linguiste, pianiste, ». Comme son mari est inhumé au cimetière des Bulvis de Rueil-Malmaison et comme le nom de Violaine est également inscrit sur la stèle, un doute plane sur le lieu de sa future inhumation.

## Œuvres

### Poésie
- L'art aux yeux pers, Paris, Éd. Saint-Germain-des-Prés, 1980, 34 p.  (ISBN 2-243-01288-X)
- L'harmonie et les arts en poésie, éd. par V. Vanoyeke, Monte-Carlo, Éd. Regain, 1985, 63 p. [anthologie de la poésie française contemporaine]
- Le mythe en poésie, Monaco, éditions Regain, 1986, 93 p. [anthologie]
- La ville, préf. de Violaine Vanoyeke ; avec la collab. de 268 poètes, Paris & Carnac, J. Grassin, 1989, 457 p.  (ISBN 2-7055-1126-1) [anthologie]

### Romans
- Clair de symphonie : roman, Paris, Picollec, 1987, 181 p. (ISBN 2-86477-079-2)
- Violaine Vanoyeke et Guy Rachet, Messaline, Paris, Robert Laffont, 1988, 324 p. (ISBN 2-221-05219-6) [le nom de G. Rachet est omis dans la bibliographie figurant sur le site de l'auteur]
- Le Druide : roman, Paris, Sand, 1989, 196 p. (ISBN 2-7107-0431-5)
- Les Louves du Capitole : roman, Paris, Robert Laffont, 1990, 269 p. (ISBN 2-221-05941-7)
- Le Crottin du diable : roman, Paris, Denoël, 1991, 249 p. (ISBN 2-207-23812-1)
- Les Schuller :
  - Les Schuller : roman, Paris, Presses de la Cité, 1994, 375 p. (ISBN 2-258-03682-8)
  - Le Serment des 4 rivières : roman, Paris, Presses de la Cité, 1995, 269 p. (ISBN 2-258-03916-9)
- La Passionnée : roman, Paris, Michel Lafon, 1997, 343 p. (ISBN 2-84098-328-1) [a pour sujet la vie de la cantatrice Maria Malibran]
- Meurtres aux Jeux olympiques, Paris, Éd. du Masque, 2008, 286 p. (ISBN 978-2-7024-3377-5)
- Fou suivi du recueil de poésies Les arbres étaient bleus et le ciel était vert ,Ed. de l'Harmattan, 2022

### Romans sur l'Égypte antique
- Le Secret du pharaon : roman, Paris, L'Archipel, 1996, 296 p. (ISBN 2-84187-038-3)
- Le Secret du pharaon. 2, Une mystérieuse Égyptienne : roman, Paris, L'Archipel, 1997, 269 p. (ISBN 2-84187-065-0)
- Le Secret du pharaon. 3, Le trésor de la Reine-Cobra : roman, Paris, L'Archipel, 1999, 294 p. (ISBN 2-84187-168-1)
- Nitocris, princesse d'Égypte : roman, Paris, Albin Michel, 2007, 279 p. (ISBN 978-2-226-17679-0)
- Histoires envoûtantes de l’Égypte ancienne, Paris, Grancher, 2011, 285 p. (ISBN 978-2-7339-1164-8)

#### SérieLes histoires d'amour des pharaons
- Les Histoires d'amour des pharaons. 1, Paris, Michel Lafon, 1997, 276 p. (ISBN 2-84098-259-5)
- Les Histoires d'amour des pharaons. 2, Paris, Michel Lafon, 1999, 294 p. (ISBN 2-84098-489-X)

#### SérieLes pharaons du soleil
- La pharaonne. 1, La Princesse de Thèbes, Paris, Michel Lafon, 1998, 389 p.  (ISBN 2-84098-365-6)
- La pharaonne. 2, Le Pschent royal : roman, Paris, Michel Lafon, 1998, 367 p.  (ISBN 2-84098-366-4)
- La pharaonne. 3, Le Voyage d'éternité : roman, Neuilly-sur-Seine, Michel Lafon, 1999, 434 p.  (ISBN 2-84098-367-2)
- Thoutmosis. 1, Le Rival d'Hatchepsout : roman, Neuilly-sur-Seine, Michel Lafon, 2000, 325 p.  (ISBN 2-84098-542-X)
- Thoutmosis. 2, L'Ibis indomptable : roman, Neuilly-sur-Seine, Michel Lafon, 2000, 303 p.  (ISBN 2-84098-579-9)
- Thoutmosis. 3, Au royaume du sublime : roman, Neuilly-sur-Seine, Michel Lafon, 2000, 301 p.  (ISBN 2-84098-599-3)
- Aménophis. 1, Le Prince de lumière : roman, Neuilly-sur-Seine, Michel Lafon, 2001, 279 p.  (ISBN 2-84098-659-0)
- Aménophis. 2, Le Breuvage d'amertume : roman, Neuilly-sur-Seine, Michel Lafon, 2001, 323 p.  (ISBN 2-84098-733-3)
- Aménophis. 3, Vénérable Tiyi : roman, Neuilly-sur-Seine, Michel Lafon, 2002, 323 p.  (ISBN 2-84098-771-6)
- Néfertiti et Akhenaton. 1, La belle est venue : roman, Neuilly-sur-Seine, Michel Lafon, 2002, 324 p.  (ISBN 2-84098-884-4)
- Néfertiti et Akhenaton. 2, L'Horizon d'Aton : roman, Neuilly-sur-Seine, Michel Lafon, 2003, 281 p.  (ISBN 2-84098-921-2)
- Néfertiti et Akhenaton. 3, Le Faucon d'or : roman, Neuilly-sur-Seine, Michel Lafon, 2003, 323 p.  (ISBN 2-84098-961-1)
- Toutânkhamon. 1, L'Héritier : roman, Neuilly-sur-Seine, Michel Lafon, 2003, 299 p.  (ISBN 2-7499-0013-1)
- Toutânkhamon. 2, La Fille de Néfertiti : roman, Neuilly-sur-Seine, Michel Lafon, 2004, 299 p.  (ISBN 2-7499-0052-2)
- Toutânkhamon. 3, Le Pharaon assassiné : roman, Neuilly-sur-Seine, Michel Lafon, 2004, 301 p.  (ISBN 2-7499-0115-4)
- Aÿ, pharaon. 1, Les Meurtriers de Toutânkhamon : roman, Neuilly-sur-Seine, Michel Lafon, 2004, 327 p.  (ISBN 2-7499-0210-X)
- Aÿ, pharaon. 2, La Disparition de la reine : roman, Neuilly-sur-Seine, Michel Lafon, 2005, 327 p.  (ISBN 2-7499-0256-8)
- Aÿ, pharaon. 3, L'Ennemi du Nil : roman, Neuilly-sur-Seine, Michel Lafon, 2005 301 p.  (ISBN 2-7499-0357-2)
- Horemheb, roi d'Égypte. 1, Les Complots : roman, Neuilly-sur-Seine, Michel Lafon, 2006, 261 p.  (ISBN 2-7499-0390-4)
- Horemheb, roi d'Égypte. 2, Le Justicier : roman, Neuilly-sur-Seine, Michel Lafon, 2006, 261 p.  (ISBN 2-7499-0468-4)
- Horemheb, roi d'Égypte. 3, La Vengeance : roman, Neuilly-sur-Seine, Michel Lafon, 2006, 257 p.  (ISBN 2-7499-0522-2)
- Ramsès. 1, Les Secrets du prince : roman, Neuilly-sur-Seine, Michel Lafon, 2007, 277 p.  (ISBN 978-27499-0587-7)
- Ramsès. 2, Un étrange destin : roman, Neuilly-sur-Seine, Michel Lafon, 2007, 281p.  (ISBN 978-2-7499-0680-5)
- Ramsès. 3, Les Mystères du palais : roman, Neuilly-sur-Seine, Michel Lafon, 2008, 369 p.  (ISBN 978-2-7499-0779-6)
- Ramsès III. 1, Complots contre Pharaon : roman, Monaco, Alphée, 2010, 327 p.  (ISBN 978-27538-0585-9)

### Ouvrages à caractère historique
- La Prostitution en Grèce et à Rome, Paris, Les Belles Lettres, 1990, 169 p. (ISBN 2-251-33810-1)
- Les Bonaparte, Paris, Critérion, 1991, 236 p. (ISBN 2-903702-61-6)
- Les Grandes Heures de la Grèce antique, Paris, Perrin, 1992, 285 p. (ISBN 2-262-00773-X)
- La Naissance des Jeux olympiques et le sport dans l'Antiquité, Paris, Les Belles Lettres, 1992, 195 p. (ISBN 2-251-33812-8)
- Les Sévères : une dynastie maudite, Paris, Critérion, 1993, 177 p. (ISBN 2-7413-0080-1)
- Éluard, le poète de la liberté : biographie, Paris, Julliard, 1995, 434 p. (ISBN 2-260-01267-1) [avec un choix de poèmes d'Éluard]
- Hannibal, Paris, France-Empire, 1995, 292 p. (ISBN 2-7048-0770-1)
- Quand les athlètes étaient des dieux, Paris, Fleurus, 1996, 44 p. (ISBN 2-215-05024-1) [ouvrage illustré pour la jeunesse]
- Ramsès III, Paris, France-Empire, 1996, 322 p. (ISBN 2-7048-0785-X)
- Périclès, Paris, Tallandier, 1997, 260 p. (ISBN 2-235-02153-0)
- Apprenez les hiéroglyphes avec Hatchepsout, Paris, Michel Lafon, 1998, 31 p. [opuscule accompagnant La pharaonne. 1, La princesse de Thèbes (1998), mentionné ci-dessus]
- Les Ptolémées, derniers pharaons d'Égypte : d'Alexandre à Cléopâtre, Paris, Tallandier, 1998, 359 p. (ISBN 2-235-02170-0)
- Les Voluptueuses : de l'Égypte à Rome, Neuilly-sur-Seine, Michel Lafon, 2003, 282 p. (ISBN 2-84098-997-2)
- Zénobie, l'héritière de Cléopâtre : récit, Paris, Librairie générale française, 2004, 314 p. (ISBN 2-253-07267-2)
- Les Véritables Inventions des Égyptiens, Monaco, Éd. du Rocher, 2007, 265 p. (ISBN 978-2-268-05868-9)
- L'Origine des sports olympiques dès les Chinois et les Égyptiens, Monaco, Éd. du Rocher, 2008, 292 p. (ISBN 978-2-268-06462-8)
- Pourquoi Cléopâtre mangeait-elle couchée ?, Paris, Éd. du Moment, 2014, 278 p. (ISBN 978-2-35417-279-4) [avec une bibliographie et une discographie de l'auteur]
- Nefertiti, Paris, L'Harmattan, 2019, 200 p. (ISBN 978-2-343-16751-0, lire en ligne)
- Hatchepsout, reine et pharaon, Ed.de l'Harmattan, 2024

### Autobiographie
- Les pharaons mènent à la vie éternelle : autobiographie, Neuilly-sur-Seine, Michel Lafon, 2001, 281 p. (ISBN 2-84098-644-2)
- Homicide : même l'hôpital peut tuer ! : récit, Monaco, Alphée, 2009, 219 p. (ISBN 978-2-7538-0382-4)

### En collaboration avec Philippe Engerer
- Amoureusement drôle, Paris, Hors collection, 2006, 121 p. (ISBN 978-2-258-07295-4)
- Le sottisier des politiques : gaffes, piques et perles des hommes politiques, Paris, Hors collection, 2007, 198 p. (ISBN 978-2-258-07296-1)
- Jeux de main, jeux de vilain : l'histoire des expressions du sport et des Jeux olympiques, Paris, Bartillat, 2008, 196 p. (ISBN 978-2-84100-431-7)
- Leurs derniers mots… avant leur dernier souffle, Paris, Grancher, 2008, 135 p. (ISBN 978-2-7339-1038-2)

## Discographie
- Torrent, poèmes de V. Vanoyeke dits par Lucien Plaissy, avec V. Vanoyeke au piano, Tassin, Rhodanienne d'enregistrements magnétiques, 1984, 1 disque 33 t, 30 cm
- Cœur chromatique : poème en cinq actes, dit par Dominique Paturel, avec V. Vanoyeke au piano, Tassin, Rhodanienne d'enregistrements magnétiques, 1986, 1 disque 33 t, 30 cm